# Великий Айдахо (рух)
Рух за Великий Айда́хо в США — ініціатива деяких округів штату Орегон, що лежать на схід від Каскадних гір, щодо виходу зі складу штату задля об'єднання із сусіднім Айдахо.
Переважно підтримуваний консерваторами, котрі незадоволені ліберальним ухилом значно меншого за площею урбанізованого регіону з центром у Портленді; прихильники руху доводять, що схід штату має більше спільних рис з Айдахо, а його питома вага у впливі на політику Орегону загалом незначна.

## Обґрунтування
У Східному Орегоні мало великих міст, місцеве населення переважно дотримується консервативних поглядів, що відрізняє його від густонаселеного і ліволіберального Північного Заходу, котрий має більшість в Законодавчій асамблеї Орегону. Айдахо ж є більш консервативним загалом, що спонукає деяких мешканців громад на сході Орегону «пересунути кордон». Губернатор Орегону Котек — відкрита леcбійка — визнала наявність цієї проблеми у 2023-му: 
|               | Думаю, чимало орегонців розчаровані та не відчувають себе почутими. Це, як на мене, і є суттю рухуОригінальний текст (англ.) I think there are a lot of Oregonians who are frustrated and don’t feel heard. That, I think, is what the movement is about. |
| — Тіна Котек, | |

### Республіканська партіяпротиДемократичної партії
На нижченаведених картах відтінки червоного і синього позначають рівень підтримки кандидата від «республіканців» та «демократів» відповідно. Значна диспропорція у кількості виборців, що населяють «сині» і «червоні» графства, забезпечила перемогу висуванців від Демократичної партії в усіх випадках, хоча на перший погляд це неочевидно.

Президентські вибори 2020
Вибори губернатора штату, 2022
Президентські вибори 2024

## Юридичний аспект

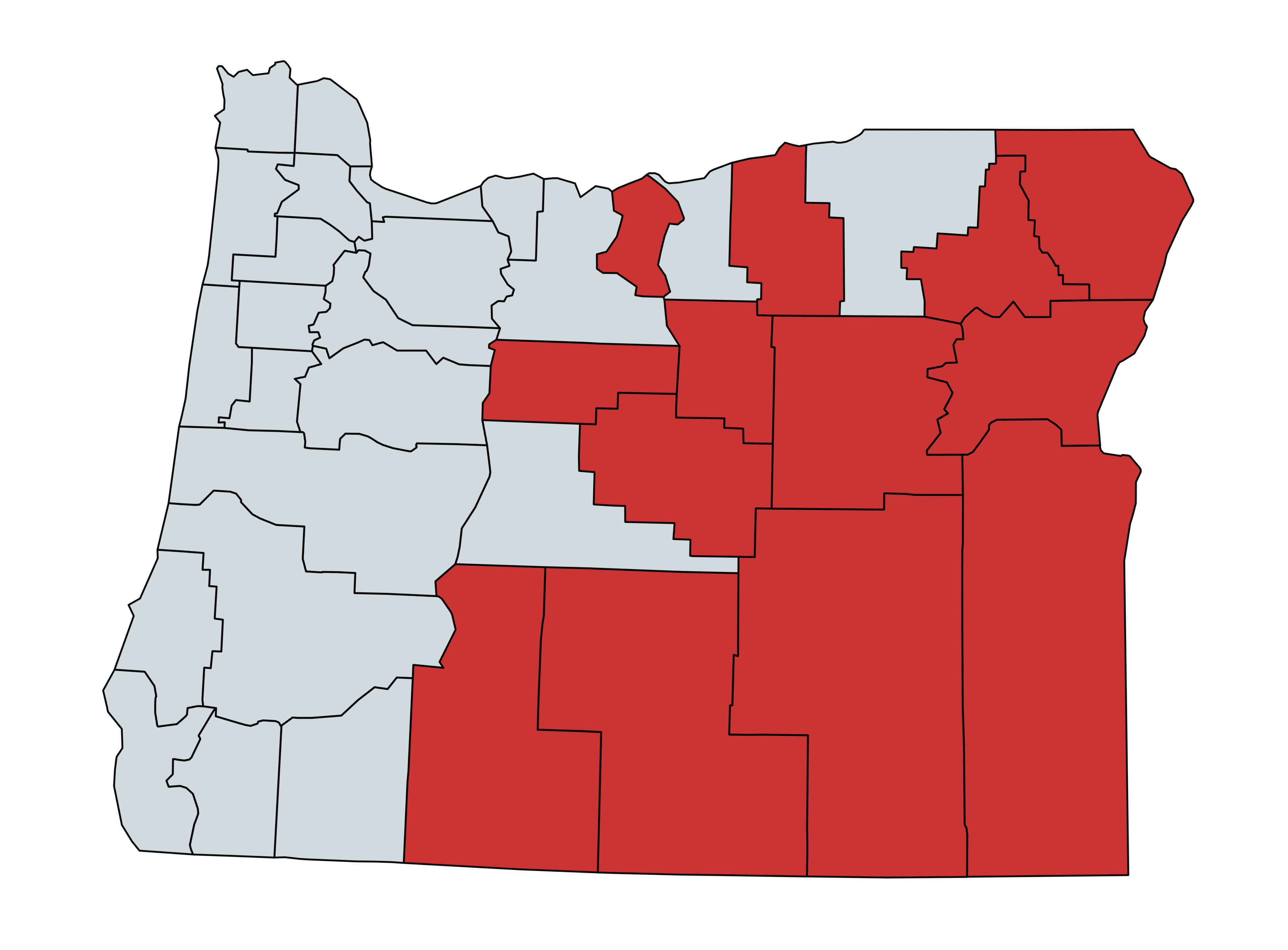
Станом на травень 2024 року 13 округів Орегону (позначені червоним) провели референдуми щодо приєднання до Айдахо.

Закони США щодо зміни підпорядкування територій вимагають проведення місцевих голосувань, результати яких мають затвердити спочатку легіслатури обох штатів, а потім і Конгрес США, що також роз'яснено у статті IV Конституції США:
|  | Нові Штати можуть бути допущені у цей Союз Конгресом; проте новий Штат не може бути створений у межах юрисдикції іншого Штату; також жоден новий Штат не може бути створений злукою двох або більше інших Штатів чи їхніх частин без згоди на це легіслатур цих Штатів, а понад те — Конгресу;Оригінальний текст (англ.) New States may be admitted by the Congress into this Union; but no new States shall be formed or erected within the Jurisdiction of any other State; nor any State be formed by the Junction of two or more States, or parts of States, without the Consent of the Legislatures of the States concerned as well as of the Congress. |

До серпня 2024 року 13 графств Орегону проголосували за «Великий Айдахо»: Бейкер, Валлова, Вілер, Гарні, Грант, Джефферсон, Клемет, Крук, Лейк, Малер, Марроу, Шерман і Юніон.
| Дата             | Округ      | За     | За      | Проти  | Проти   | Постанова про референдум, № з/п | Джерело |
| Дата             | Округ      | Голоси | %       | Голоси | %       | Постанова про референдум, № з/п | Джерело |
| ---------------- | ---------- | ------ | ------- | ------ | ------- | ------------------------------- | ------- |
| 3 листопада 2020 | Дуглас     | 26 981 | 43,32 % | 35 297 | 56,68 % | 10-180                          | [ 12 ]  |
| 3 листопада 2020 | Джефферсон | 5757   | 50,90 % | 5553   | 49,10 % | 16-96                           | [ 13 ]  |
| 3 листопада 2020 | Юніон      | 7435   | 52,40 % | 6753   | 47,60 % | 31-101                          | [ 14 ]  |
| 3 листопада 2020 | Валлова    | 2478   | 49,59 % | 2519   | 50,41 % | 32-003                          | [ 15 ]  |
| 18 травня 2021   | Бейкер     | 3346   | 57,49 % | 2474   | 42,51 % | 1-104                           | [ 16 ]  |
| 18 травня 2021   | Грант      | 1471   | 62,15 % | 896    | 37,85 % | 12-77                           | [ 17 ]  |
| 18 травня 2021   | Лейк       | 1510   | 74,64 % | 513    | 25,36 % | 19-35                           | [ 18 ]  |
| 18 травня 2021   | Малер      | 3059   | 54,13 % | 2592   | 45,87 % | 23-64                           | [ 19 ]  |
| 18 травня 2021   | Шерман     | 430    | 62,32 % | 260    | 37,68 % | 28-46                           | [ 20 ]  |
| 2 листопада 2021 | Гарні      | 1583   | 63,22 % | 921    | 36,78 % | 13-18                           | [ 21 ]  |
| 17 вересня 2022  | Дуглас     | 16 791 | 47,37 % | 18 659 | 52,63 % | 10-185                          | [ 22 ]  |
| 17 вересня 2022  | Джозефін   | 13 619 | 48,70 % | 14 344 | 51,30 % | 17-106                          | [ 23 ]  |
| 17 вересня 2022  | Клемет     | 9649   | 57,00 % | 7278   | 43,00 % | 18-121                          | [ 24 ]  |
| 8 листопада 2022 | Марроу     | 2386   | 60,7 %  | 1546   | 39,3 %  | 25-88                           | [ 25 ]  |
| 8 листопада 2022 | Вілер      | 472    | 58,56 % | 334    | 41,44 % | 35-29                           | [ 26 ]  |
| 16 вересня 2023  | Валлова    | 1752   | 50,10 % | 1745   | 49,90 % | 32-007                          | [ 27 ]  |
| 9 вересня 2024   | Крук       | 5086   | 53,44 % | 4432   | 46,56 % | 7-86                            | [ 28 ]  |

### Правові питання
Різниця у законах на рівні штатів між Орегоном і Айдахо є суттєвою.
Аборти повністю заборонені в Айдахо, тоді як Орегон не обмежує у цьому своїх громадян.
Айдахо стягує податок з продажу у розмірі 6 %, тимчасом як в Орегоні цей податок не встановлений. Орегон застосовує прогресивне оподаткування за ставкою у 9,9 % (одна із найвищих у країні). Мінімальна заробітна плата також інша, якщо Айдахо керується федеральним мінімумом у 7,25 долара США за годину, то Орегон підняв планку до 14,7 долара. Середній річний дохід в Айдахо складає 50 907 доларів США (тобто, 24 долари за годину праці), а орегонці у середньому заробляють 59 931 долар на рік, що в перерахунку на годину дає 28,81 долара.
Як і більшість Західного узбережжя, Орегон повністю легалізував лікувальну марихуану, а в Айдахо зберігання канабісу є незаконним. Уряд Айдахо занепокоєний зростанням кількості ліцензованих аптек з медичною марихуаною у Східному Орегоні, які серед іншого надають послуги мешканцям агломерації Бойсе — столиці Айдахо; зміна законів на східних територіях Орегону як мінімум збільшить час подорожі до найближчого такого закладу.